# Abrodictyum obscurum
Abrodictyum obscurum är en hinnbräkenväxtart som först beskrevs av Bl., och fick sitt nu gällande namn av Ebihara och K. Iwats. Abrodictyum obscurum ingår i släktet Abrodictyum och familjen Hymenophyllaceae. Utöver nominatformen finns också underarten A. o. siamense.